# 스오노 나이시

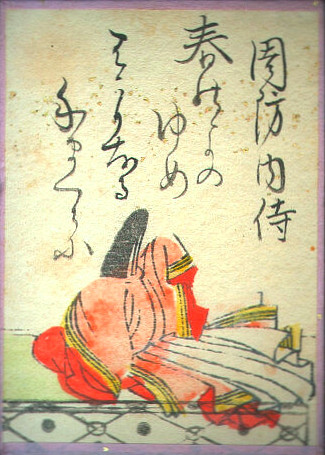

스오노 나이시(일본어: 周防内侍, 1037년경 ~ 1110년경)는 일본 헤이안 시대의 시인이다. 뇨보 36가선의 한 사람이다.
처음에 고레이제이 천황을 섬겼으며, 그 후에 고산조 천황, 시라카와 천황, 호리카와 천황의 치세에 활동하였다.